# BE Group

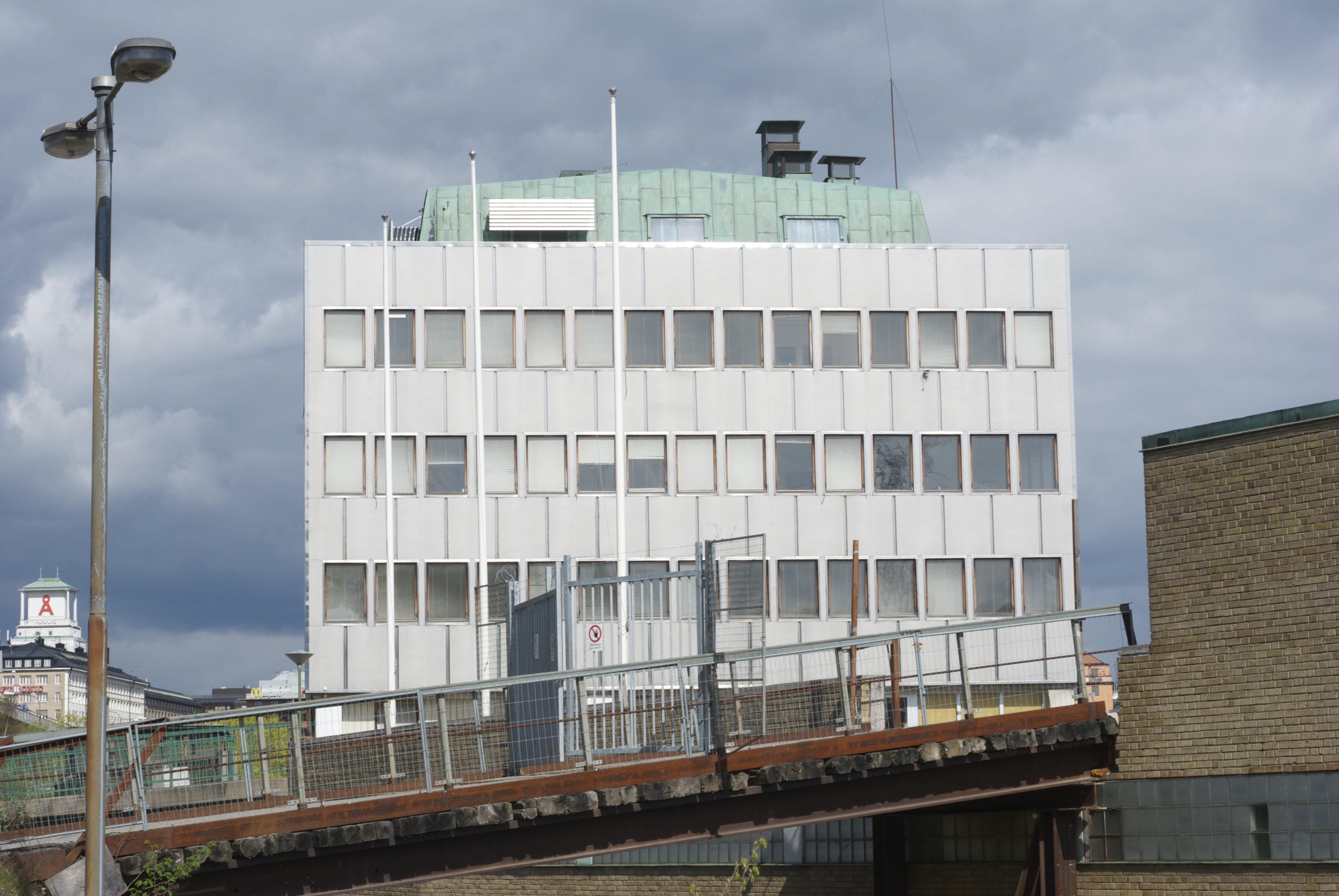
Bröderna Edstrands gamla anläggning vid Fredriksdal i Stockholm.

BE Group AB (publ) är ett svenskt handels- och serviceföretag som arbetar med stål, rostfritt stål och även med andra metaller. Företaget bildades 1999 genom en sammanslagning av Bröderna Edstrand och det finska bolaget Starckjohann Steel.
BE Group finns etablerat med stålservicecentra i Sverige, Finland, Estland, Lettland, Litauen, Polen och Tjeckien. Företagets kunder är främst industriföretag i Norden och Centraleuropa. BE group omsatte ca 4,2 miljarder kr 2015 och har ca 800 anställda. Huvudkontoret ligger i Malmö, där man även fram till 2020 hade ett av två lager i Sverige. Sedan dess finns bara lagret i Norrköping kvar.

## Historik
Hans och Jörn Edstrand grundade Bröderna Edstrand 1885 i Malmö och företaget skulle ägas i fyra generationer av familjen Edstrand fram till 1988.
1974 noterades Bröderna Edstrand på Stockholms fondbörs.
1988 förvärvades Bröderna Edstrand av Trelleborg AB, som senare tillsammans med Nordic Capital skapade samägda bolaget Trenor. 1999 köpte Trenor 51% av Trelleborgs handelssektor, bestående av Bröderna Edstrand, finska bolaget Starckjohann Steel (grundat 1868), Ahlsell och Reynolds. Bröderna Edstrand och Starckjohann slogs då samman för att bilda en egen koncern som inledningsvis kallade BE-steel-koncernen. 2004 avyttrade Trelleborg resterande 49% av handelssektorn - som då bestod av Bröderna Edstrand med dotterbolaget Starckjohann, Ahlsell och Reynolds - till Trenor.
2006 åternoterades Bröderna Edstrand och Starckjohann på Stockholmsbörsen under det gemensamma namnet BE Group.